# Antwone Fisher: el triunfo del espíritu
Antwone Fisher (titulada Antwone Fisher: El triunfo del espíritu en Hispanoamérica) es una película de corte independiente y género dramático, de los estudios Fox Searchlight, realizada en 2002 por el actor Denzel Washington, en su debut como realizador, sobre un guion de Antwone Fisher, basada en hechos reales.
Su duración es de 123 minutos y fue estrenada en Estados Unidos el 10 de junio de 2003.

## Trama
La película narra la vida de Antwone Fisher, un joven marino de 25 años, que, a causa de sus problemas de control de ira, es obligado a tener una vez por semana sesiones con el Dr. Davenport, un psiquiatra de la marina. Al principio la relación de Fisher con el profesional es nula, pero con el paso del tiempo Fisher empieza a tomar confianza sobre el doctor y una vez que cruza el umbral de su puerta inicia un doloroso viaje hacia el pasado en busca del por qué de su furia: su triste existencia, vivida en el seno de una familia adoptiva, y marcada por la muerte de su padre y el abandono de su madre, que lo llevaron luego a ser maltratado y discriminado por su propia madre putativa, y el refugio en Slim, su mejor amigo de la escuela.
A medida que Antwone relata su pasado, el Dr. Davenport absorbe el problema de su paciente y lo lleva a su vida personal, generando un cambio en su forma de vivir. Antwone gana convicción y perseverancia en busca de su verdadera familia (en especial a su madre biológica) y del amor con Cheryl, una joven que conoció en la marina, gracias a los consejos que Davenport le otorga.
Antwone Fisher luchará por vencer su tortuoso pasado, descubrir su identidad y buscar en el presente las respuestas que aún quedan sin responder, para poder triunfar en el futuro.

## Ficha artística
- Derek Luke como Antwone Quenton Fisher.
- Malcolm David Kelley como Antwone Fisher a los 7 años.
- Rainoldo Gooding como Antwone Fisher a los 14 años.
- Denzel Washington como el Dr. Jerome Davenport.
- Joy Bryant como Cheryl Smolley.
- Salli Richardson como Berta Davenport.
- Leonard Earl Howze como Pork Chop.
- Kente Scott como Kansas City.
- Kevin Connolly como Slim.
- Rainoldo Gooding como Grayson.
- Novella Nelson como la Sra. Tate
- Stephen Snedden como Berkley.

## Ficha técnica
- Dirección: Denzel Washington
- Guion: Antwone Fisher
- Producción: Todd Black, Randa Haines y Denzel Washington
- Co-producción: Antwone Fisher y Chris Smith
- Producción Ejecutiva: Nancy Paloian
- Producción Asociada: Gina White
- Música: Mychael Danna
- Dirección de Fotografía: Phillipe Rousselot
- Edición:Conrad Buff
- Casting: Robi Reed-Humes
- Diseño de producción: Nelson Coates
- Dirección de Arte: David S. Lazan
- Diseño de Vestuario: Sharen Davis
- Maquillaje: Larry M. Cherry y Amrita Diane Ford

## Premios
La película ha obtenido, entre otros, los siguientes premios:
- Premio Satellite al nuevo talento (Derek Luke)
- 2 Premios Image: Mejor Película y Mejor Actor de Reparto (Denzel Washington)
- Premio Stanley Kramer de la PGA a la Mejor Producción
- Premio Humanitas a la Mejor Película
- Independent Spirit Award al Mejor Actor Masculino
- 4 Premios Black Reel: Mejor Guion, Mejor Actuación y Mejor Actor (Derek Luke) y Mejor Dirección